# Amandus Adamson
Amandus Heinrich Adamson (Uuga-Rätsepa bij Paldiski, 12 november 1855 – Paldiski, 26 juni 1929) was een Estische beeldsnijder en beeldhouwer.

## Opleiding
Amandus Adamson werd geboren in een dorpje bij het Estische Paldiski in de tijd dat Estland nog deel uitmaakte van het Keizerrijk Rusland. Hij was de zoon van een zeeman, die in 1869 spoorloos verdween. Amandus zou zijn hele leven gefascineerd blijven door de zee. Tussen 1862 en 1870 ging hij naar een ‘armenschool’ in Tallinn. Buiten schooltijd maakte hij houtsnijwerk. Een van zijn onderwijzers ontdekte dat en zag wel wat in de jonge kunstenaar. Hij gaf hem een beitel cadeau en wees hem de weg naar een kunstwinkel, waar de schooljongen zijn eerste kunstwerken verkocht.
Tussen 1870 en 1873 werkte Amandus Adamson bij een meubelmaker in Tallinn, die gespecialiseerd was in fraai geornamenteerde kasten. In 1873 vertrok hij naar Sint-Petersburg, waar hij vroeg om toelating tot de Kunstacademie. Toen dat niet lukte, trad hij in dienst bij het meubelmakersbedrijf Bollhagen. Intussen nam hij lessen bij de houtsnijder Sjoetov. In december 1875 lukte het hem op voorspraak van Karl Friedrich Kalk, een rechter in Paldiski, om toegelaten te worden tot de Kunstacademie. Daar studeerde hij tussen 1876 en 1879 beeldhouwkunst onder leiding van Alexander Friedrich von Bock (1829-1895). In 1879 kreeg hij een groot zilveren medaille voor zijn afstudeerproject, een beeld van Johannes de Doper.

## Vrij gevestigd kunstenaar

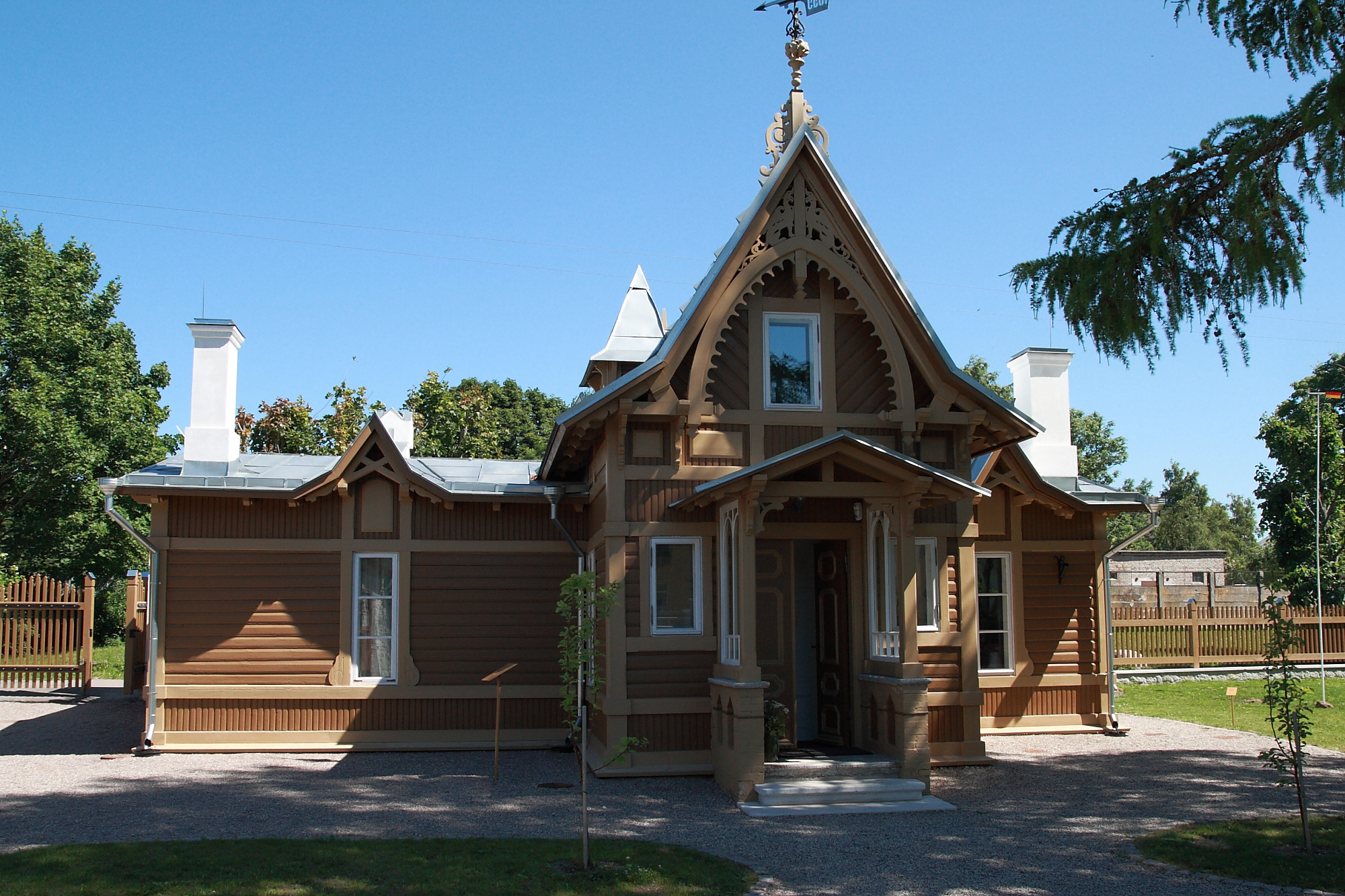
Het atelier van Adamson in Paldiski, nu museum

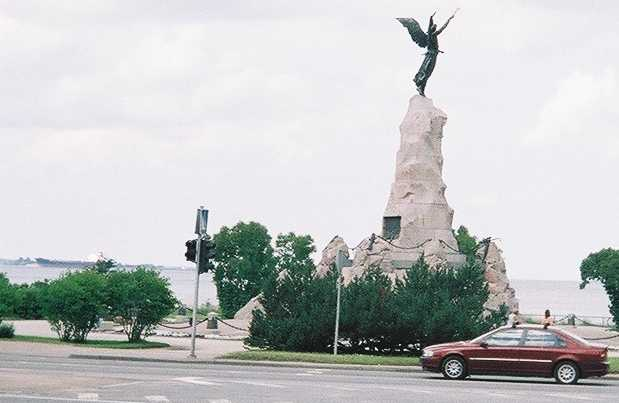
Het monument voor de Russalka in Tallinn

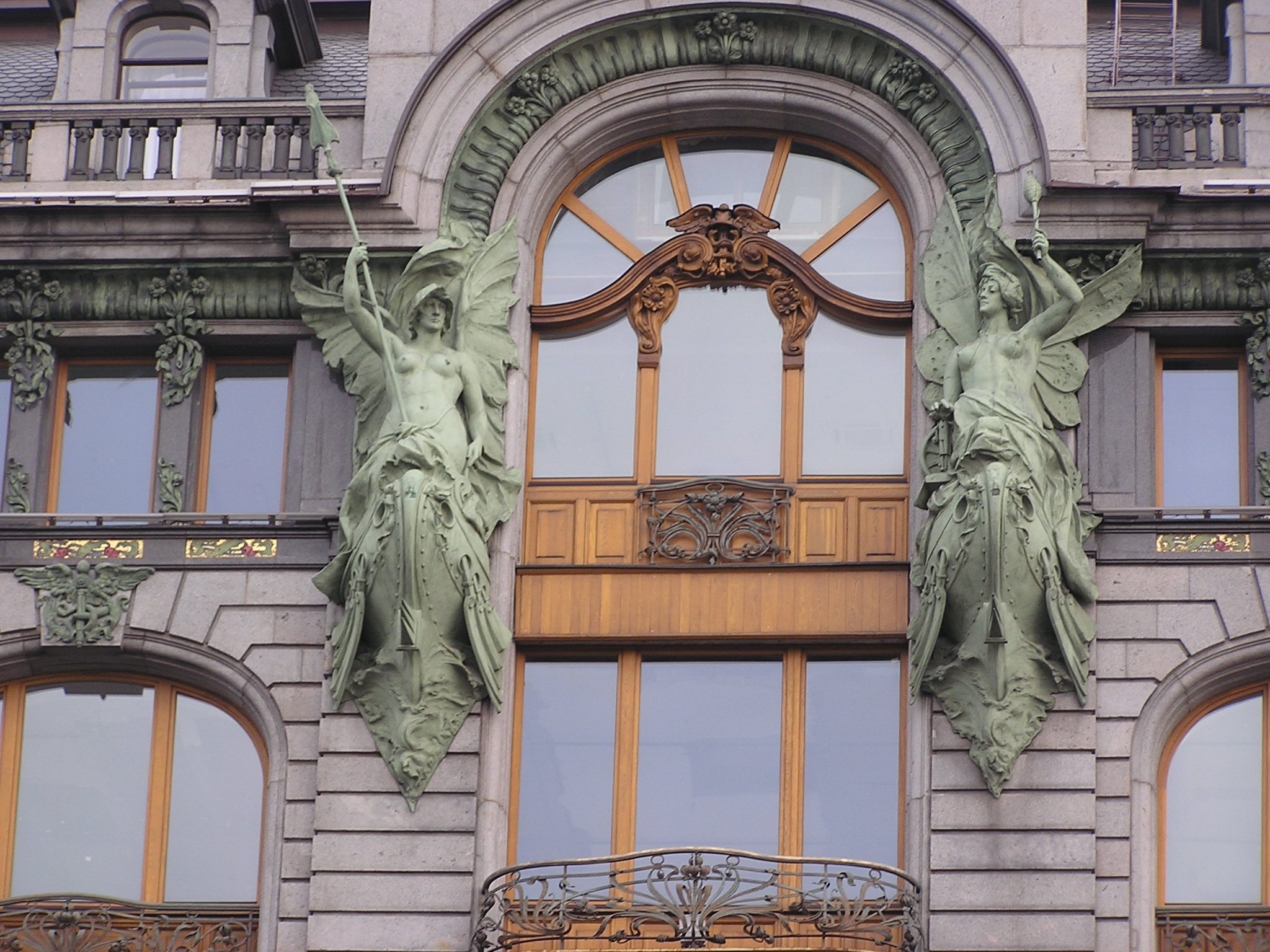
Beelden aan de gevel van het Singer-huis in Sint-Petersburg

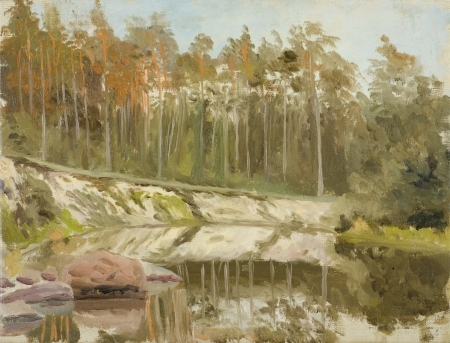
De avond valt bij Paldiski, schilderij van Adamson

Amandus Adamson begon nu aan een bestaan als vrij gevestigd kunstenaar in Sint-Petersburg. Naast beeldhouwwerk bleef hij ook houtsnijwerk vervaardigen. Een bijzondere opdracht was het maken van een decoratieve lijst voor een schilderij dat bestemd was voor tsaar Alexander III van Rusland. In 1886/87 doceerde Adamson aan een kunstschool. Op 8 april 1887 hield hij in Sint-Petersburg zijn eerste tentoonstelling. Omdat zijn werk goed verkocht, kon hij in hetzelfde jaar naar Parijs. Hij werkte daar in opdracht aan beelden in hout, brons en marmer en liet ook zijn werk zien op tentoonstellingen. In 1889 vond in Parijs een wereldtentoonstelling plaats. Adamson stelde daar twee werken tentoon. Een van die twee, Golf, leverde hem een gouden medaille op.
In 1891  keerde Adamson terug naar Sint-Petersburg. Een van de projecten die hij daar uitvoerde bestond uit een fries over de vier muren in de hal op de tweede verdieping van het Russisch Museum. In deze tijd begon hij echter te tobben met zijn gezondheid. Toen het fries af was, vertrok hij naar Italië om aan te sterken. In deze tijd begon hij ook te schilderen. Als schilder had hij echter weinig succes. De meeste schilderijen van zijn hand zijn inmiddels verloren gegaan.
In 1897 keerde Adamson terug uit Italië. In hetzelfde jaar trouwde hij met de Tsjechische Franziska Frangeni. In de jaren daarna verbleef het paar regelmatig in Adamsons vaderstad Paldiski. Op het eind van de jaren negentig van de 19e eeuw bouwde hij daar voor zichzelf een huis annex atelier.
Op 7 september 1902 werd in Tallinn het bekendste werk van Adamson onthuld: het monument voor het oorlogsschip Russalka (‘Zeemeermin’), dat in 1893 verging terwijl het onderweg was van Tallinn naar Helsinki. Alle 177 opvarenden kwamen daarbij om. Het beeld boven op het monument is een engel met een Russisch kruis.
De eerste jaren van de 20e eeuw bracht Adamson vooral door in Sint-Petersburg. Hij gaf daar ook privélessen. Zo gaf hij beeldhouwlessen aan de latere schilder Konrad Mägi. In 1907 werd hem de eretitel ‘Lid van de Petersburger Kunstacademie’ toegekend. Zijn werken werden door heel Europa geëxposeerd. Zelf reisde hij ook veel, bij voorkeur naar Italië.
In 1910 scheidde Adamson van zijn vrouw. Ze bleef echter in zijn huis in Paldiski wonen als hij in Sint-Petersburg verbleef. Daar kwam ze in 1916, tijdens de Eerste Wereldoorlog, om het leven bij een bombardement. Adamson was inmiddels hertrouwd met de Duitse Eugenie Gertrud Maess (1881-1964). Het paar kreeg vier kinderen.
Adamson was bezig aan een monument ter herdenking van het 300-jarig bestaan van het Huis Romanov toen in 1917 de Russische Revolutie uitbrak. Het materiaal voor zijn monument had hij uit eigen zak voorgeschoten. Dat geld was hij nu kwijt. Compleet berooid slaagde hij er in 1918 in terug te komen in Paldiski. Estland was inmiddels onafhankelijk geworden. De volgende jaren waren moeilijk voor Adamson. Er was weinig vraag naar kunst en het huis in Paldiski moest worden gerepareerd. De rest van zijn leven bracht hij daar door, afgezien van enkele reizen naar Italië. Vaak nam hij uit Italië carraramarmer mee, dat hij gebruikte voor zijn sculpturen.
In 1921 kwam er weer vraag naar het werk van Adamson. In 1922 werd hij lid van de Vereniging van Beeldende Kunstenaars in Estland (Eesti Kujutavate Kunstnikkude Keskühing) en in 1924 van het Estische Kunstenaarsverbond (Eesti Kunstnikkude Liit).
Een van de laatste voltooide werken van Adamson was een beeld van de dichteres Lydia Koidula, dat in Pärnu staat. Op 26 juni 1929 overleed hij in Paldiski onverwachts aan een hartinfarct. Conform zijn wensen werd hij vier dagen later begraven in Pärnu. Hij liet diverse onvoltooide werken na.
In Pärnu werd een museum voor zijn werken ingericht, dat in 1944, tijdens de Tweede Wereldoorlog, door een bombardement verloren ging. In hetzelfde jaar vernielden vluchtende Duitse troepen zijn vroegere woonhuis in Paldiski. Alleen zijn zomeratelier bleef bewaard, een klein houten bouwwerk, waar hij in de zomers werkte. Na de oorlog mocht Adamsons weduwe in het zomeratelier blijven wonen. Het was uitzonderlijk dat iemand die voor de oorlog in Paldiski woonde, daar na de oorlog mocht blijven. Paldiski was een Sovjet-marinehaven geworden en een gesloten stad. Sinds 2010 is in het atelier het Amandus Adamson Ateliermuseum (Amandus Adamsoni ateljeemuuseum) gevestigd. Er is een foto-expositie over het leven van Adamson te bezichtigen en op een computerscherm kan men driedimensionale afbeeldingen van een groot aantal kunstwerken aan alle kanten bekijken.

## Een selectie uit zijn werken

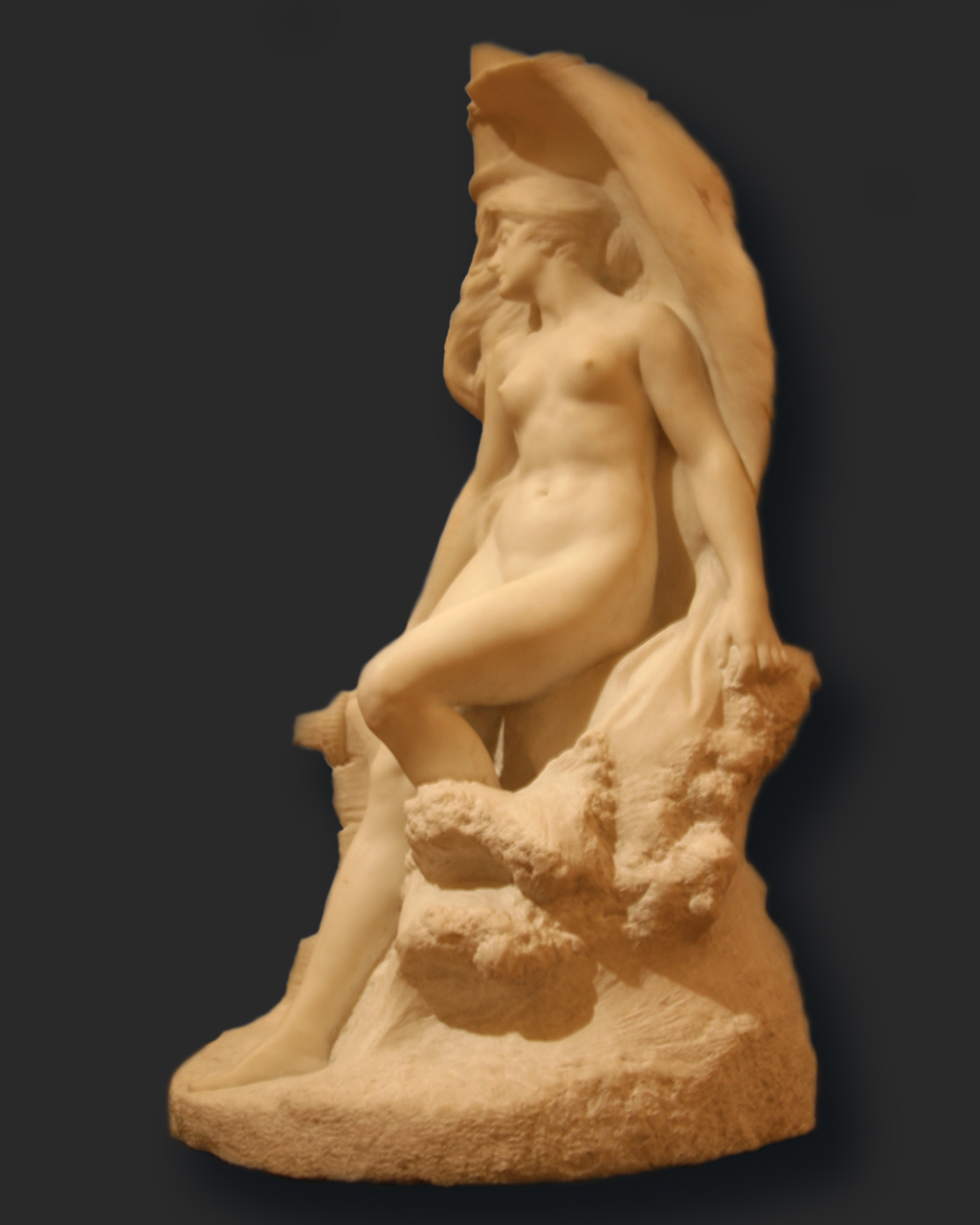
Laeva viimne ohe (‘De laatste zucht van het schip’), 1899

Adamson werkte zijn hele leven figuratief. Hij begon te werken in de stijl van het neoclassicisme en raakte later beïnvloed door de neobarok. Latere stromingen, zoals het impressionisme, het expressionisme en de abstracte kunst, vond hij niet interessant.
Bekende werken van Adamson zijn:
- Niobe pea (‘Kop van Niobe’, 1875?)
- Igavesti võidutsev armastus (‘Eeuwig triomferende liefde’, 1889)
- Külataat Keilast (‘Dorpsoudste in Keila’, 1893)
- Koit ja Hämarik (‘Morgenrood en schemering’, 1895)
- Kalevipoeg ja Sarvik (‘Kalevipoeg[2] en de duivel’, 1896)
- Hülgekütt Pakri saarelt (‘Robbenvanger op het eiland Pakri’, 1898)
- Laeva viimne ohe (‘De laatste zucht van het schip’, 1899)
- Äreval ootel (‘In gespannen afwachting’, 1899)
- monument voor het schip Russalka in de wijk Kadriorg in Tallinn (1902)
- allegorische beelden aan de gevels van de delicatessenwinkel Jelissejev en het Singer-huis in Sint-Petersburg (1902-1904)
- Tšempion (‘Kampioen’, beeld van de Estische worstelaar Georg Lurich, 1904)
- gedenkteken voor de vergane schepen in Sebastopol (1904)
- buste van de schilder Johann Köler (1911)
- Noorus kaob (‘Jeugd vergaat’, 1919)
- Nälg (‘Honger’, 1920)
- Kalevipoeg Põrgu väravas (‘Kalevipoeg aan de poort van de hel’, 1922)
- monument voor Friedrich Reinhold Kreutzwald in Võru (1926)
- monument voor de Estische onafhankelijkheidsoorlog in Kuressaare (1928, tijdens de Sovjetbezetting in 1945 vernietigd, in 1989 herbouwd)
- monument voor Lydia Koidula in Pärnu (1929)